# Bryce McGowens
Bryce Alexander McGowens (Pendleton, 8 novembre 2002) è un cestista statunitense, professionista nella NBA con i New Orleans Pelicans.

## Carriera
Dopo aver trascorso una stagione con gli UNL Cornhuskers, nel 2022 si dichiara per il Draft NBA, venendo chiamato con la quarantesima scelta dai Minnesota Timberwolves; viene subito ceduto, in cambio di Josh Minott e di una scelta futura, agli Charlotte Hornets, che lo firmano con un two-way contract.

## Statistiche

### NCAA
| Anno      | Squadra         | PG | PT | MP   | TC%  | 3P%  | TL%  | RP  | AP  | PRP | SP  | PP   |
| --------- | --------------- | -- | -- | ---- | ---- | ---- | ---- | --- | --- | --- | --- | ---- |
| 2021-2022 | UNL Cornhuskers | 31 | 31 | 33,3 | 40,3 | 27,4 | 83,1 | 5,2 | 1,4 | 0,7 | 0,3 | 16,8 |
| Carriera  | Carriera        | 31 | 31 | 33,3 | 40,3 | 27,4 | 83,1 | 5,2 | 1,4 | 0,7 | 0,3 | 16,8 |

#### Massimi in carriera
- Massimo di punti: 29 (2 volte)[5]
- Massimo di rimbalzi: 11 vs Southern (21 novembre 2021)
- Massimo di assist: 4 (5 volte)
- Massimo di palle rubate: 3 vs Michigan (1º febbraio 2022)
- Massimo di stoppate: 1 (10 volte)
- Massimo di minuti giocati: 58 vs NC State (1º dicembre 2021)

### NBA

#### Regular Season
| Anno      | Squadra             | PG  | PT | MP   | TC%  | 3P%  | TL%  | RP  | AP  | PRP | SP  | PP  |
| --------- | ------------------- | --- | -- | ---- | ---- | ---- | ---- | --- | --- | --- | --- | --- |
| 2022-2023 | Charlotte Hornets   | 46  | 7  | 17,1 | 39,6 | 32,5 | 75,0 | 2,0 | 1,2 | 0,3 | 0,1 | 5,3 |
| 2023-2024 | Charlotte Hornets   | 59  | 14 | 14,9 | 43,9 | 33,3 | 77,6 | 1,7 | 0,9 | 0,4 | 0,2 | 5,1 |
| 2024-2025 | Portland T. Blazers | 13  | 0  | 2,5  | 28,6 | 0,0  | 83,3 | 0,2 | 0,2 | 0,1 | 0,0 | 1,0 |
| Carriera  | Carriera            | 118 | 21 | 14,4 | 41,5 | 32,3 | 76,6 | 1,7 | 0,9 | 0,3 | 0,1 | 4,8 |

#### Massimi in carriera
- Massimo di punti: 22 vs Cleveland Cavaliers (9 aprile 2022)[6]
- Massimo di rimbalzi: 6 vs Toronto Raptors (4 aprile 2023)
- Massimo di assist: 6 (2 volte)
- Massimo di palle rubate: 2 (3 volte)
- Massimo di stoppate: 1 (6 volte)
- Massimo di minuti giocati: 36 vs Toronto Raptors (4 aprile 2023)

### G League
| Anno      | Squadra        | PG | PT | MP   | TC%  | 3P%  | TL%  | RP  | AP  | PRP | SP  | PP   |
| --------- | -------------- | -- | -- | ---- | ---- | ---- | ---- | --- | --- | --- | --- | ---- |
| 2022-2023 | Greens. Swarm  | 10 | 10 | 35,4 | 43,7 | 21,8 | 82,8 | 4,0 | 4,1 | 1,7 | 0,2 | 22,4 |
| 2024-2025 | Rip City Remix | 30 | 30 | 34,9 | 48,1 | 33,9 | 81,6 | 3,7 | 3,3 | 1,4 | 0,7 | 28,2 |
| Carriera  | Carriera       | 40 | 40 | 35,0 | 47,1 | 31,1 | 81,9 | 3,8 | 3,5 | 1,5 | 0,6 | 26,8 |